# 愛知川站

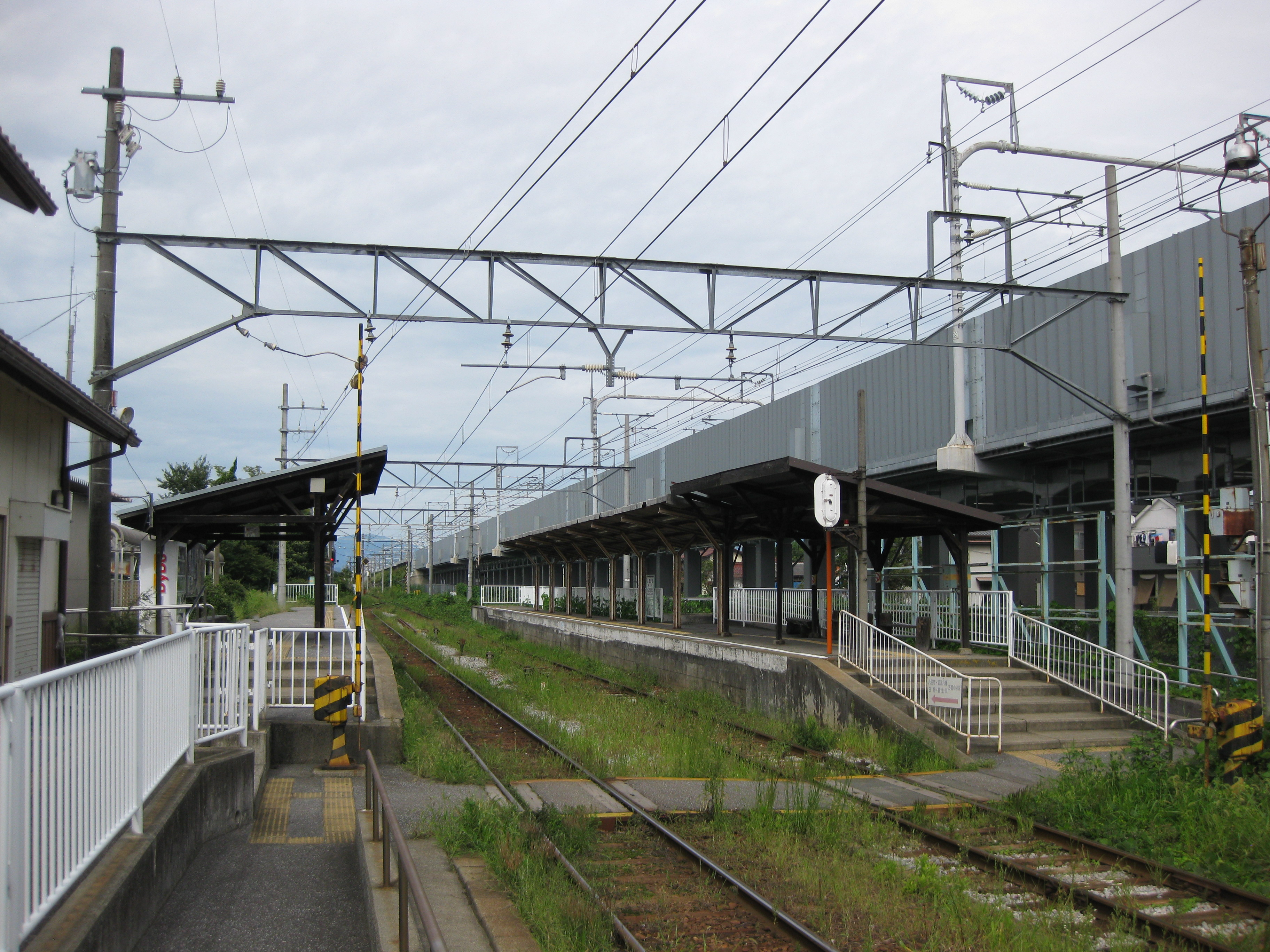
月台(2016年9月)

愛知川站（日语：／ Amago eki */?）是位於滋賀縣愛知郡愛莊町，屬於近江鐵道本線的車站。車站編號為OR12。

## 歷史
- 1898年（明治31年）
  - 6月11日 - 車站啟用。當初為終點站。
  - 7月24日 - 延長至八日市，成為中途站。
- 2000年（平成12年）3月4日 - 新車站大樓啟用。大樓內同時為愛知川站社區屋（盧浮宮愛知川（日语：るーぶる愛知川））。

## 車站構造
車站是一座地面車站，設有2面2線的相對式月台。靠近貴生川一方設有引上線。車站東南方設有東海道新幹線高架橋並行。
舊車站大樓已經擁有100年歷史，因此隨著大樓老化而拆毀，並重建了一座新的車站大樓，新大樓內設有愛知川社區屋。社區屋內設有名為「盧浮宮る愛知川」的畫廊、觀光詢問處、商店和候車室。
職員只於平日7時20分至8時50分之間當值。

## 車站周邊
- 愛莊町立愛知川手鞠瓶之館（日语：愛知川びんてまりの館）
- 愛莊町立愛知川圖書館（日语：愛荘町立愛知川図書館）
- 愛莊町公所愛知川廳舍
- 愛莊町立愛知中學
- 滋賀縣立愛知高等學校（日语：滋賀県立愛知高等学校）
- 滋賀縣立愛知高等養護學校
- 愛知川郵局
- 東近江警署（日语：東近江警察署）愛知川警部交番
- 平和堂愛知川店
- 中山道愛知川宿（日语：愛知川宿）

## 巴士路線
| 乘車處   | 系統   | 主要途經                 | 目的地   | 巴士分司 | 備註 |
| -------- | ------ | ------------------------ | -------- | -------- | ---- |
| 愛知川站 | 角能線 | 湖東紀念醫院、百濟寺本町 | 市原     | 湖國巴士 |      |
| 愛知川站 | 角能線 | 御幸橋南、佐生團地       | 能登川站 | 湖國巴士 |      |

## 相鄰車站
近江鐵道
■本線（湖東近江路線）
豐鄉（OR11）－愛知川（OR12）－五箇莊（OR13）

## 外部連結
- 愛知川站 （页面存档备份，存于）（日語）（各站資訊）- 近江鐵道